# Arena Football League 1988
Die Arena-Football-League-Saison 1988 war die zweite Saison der Arena Football League (AFL). Ligameister wurden die Detroit Drive, die die Chicago Bruisers im ArenaBowl II bezwangen.

## Teilnehmende Mannschaften
| Anzahl Mannschaften | 6                                                                            |
| ------------------- | ---------------------------------------------------------------------------- |
| Neu in der Liga     | Detroit Drive, Los Angeles Cobras, New England Stemrollers, New York Knights |
| Ausgeschieden       | Denver Dynamite                                                              |

## Regular Season
| x-Chicago Bruisers       | 10 | 1  | 1 | .875 | 526 | 374 |
| y-Detroit Drive          | 9  | 3  | 0 | .750 | 472 | 310 |
| y-Pittsburgh Gladiators  | 6  | 6  | 0 | .500 | 507 | 491 |
| y-Los Angeles Cobras     | 5  | 6  | 1 | .458 | 463 | 449 |
| New England Steamrollers | 3  | 9  | 0 | .250 | 335 | 511 |
| New York Knights         | 2  | 10 | 0 | .167 | 342 | 510 |

Legende:
| Siege              | Niederlagen           | Unentschieden        | SQ gewonnene Spiele (relativ) |
| P+ gemachte Punkte | P- gegnerische Punkte | x = Conference-Titel | y = Playoffs erreicht         |

## Playoffs
|  | Halbfinale | Halbfinale  | Halbfinale |  |  | ArenaBowl II | ArenaBowl II | ArenaBowl II |
|  |            |             |            |  |  |              |              |              |
|  |            |             |            |  |  |              |              |              |
|  | 1          | Chicago     | 29         |  |  |              |              |              |
|  | 4          | Los Angeles | 16         |  |  |              |              |              |
|  |            |             |            |  |  | 1            | Chicago      | 13           |
|  |            |             |            |  |  | 2            | Detroit      | 24           |
|  | 2          | Detroit     | 34         |  |  |              |              |              |
|  | 3          | Pittsburgh  | 25         |  |  |              |              |              |
|  |            |             |            |  |  |              |              |              |

### ArenaBowl II
Der ArenaBowl II wurde am 30. Juli 1988 in der Allstate Arena in Rosement, Illinois, ausgetragen. Das Spiel verfolgten 15.018 Zuschauer.
ArenaBowl MVP wurde Steve Griffin (Detroit Drive).
| ArenaBowl II | ArenaBowl II     | ArenaBowl II |
| ------------ | ---------------- | ------------ |
| 1            | Chicago Bruisers | 13           |
| 2            | Detroit Drive    | 24           |

## Regular Season Awards
| Award                | Gewinner     | Position                     | Team             |
| -------------------- | ------------ | ---------------------------- | ---------------- |
| Most Valuable Player | Ben Bennett  | Quarterback                  | Chicago Bruisers |
| Ironman of the Year  | Dwayne Dixon | Wide Receiver/Defensive Back | Detroit Drive    |
| Coach of the Year    | Perry Moss   | Head Coach                   | Chicago Bruisers |

## Zuschauertabelle
| Team                     | Zuschauerschnitt |
| ------------------------ | ---------------- |
| Chicago Bruisers         | 8.004            |
| Detroit Drive            | 14.095           |
| Pittsburgh Gladiators    | 8.000            |
| Los Angeles Cobras       | 7.507            |
| New England Steamrollers | 5.707            |
| New York Knights         | 7.760            |
| Ligadurchschnitt         | 8.512            |